# Féricy
Féricy est une commune française située dans le département de Seine-et-Marne en région Île-de-France.

## Géographie

### Localisation
La commune est située à environ 17 kilomètres au nord-ouest de Montereau-Fault-Yonne et six kilomètres au sud du Châtelet-en-Brie.

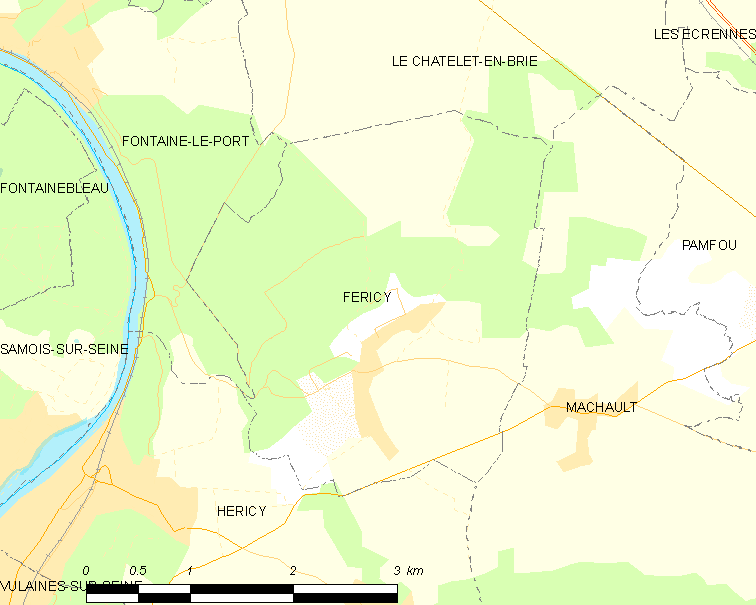

### Communes limitrophes
| Fontaine-le-Port | Le Châtelet-en-Brie |          |
|                  | Féricy              | Machault |
| Héricy           |                     |          |

### Géologie et relief
La commune est classée en zone de sismicité 1, correspondant à une sismicité très faible. L'altitude varie de 52 mètres à 109 mètres pour le point le plus haut , le centre du bourg se situant à environ 97 mètres d'altitude (mairie).

### Hydrographie

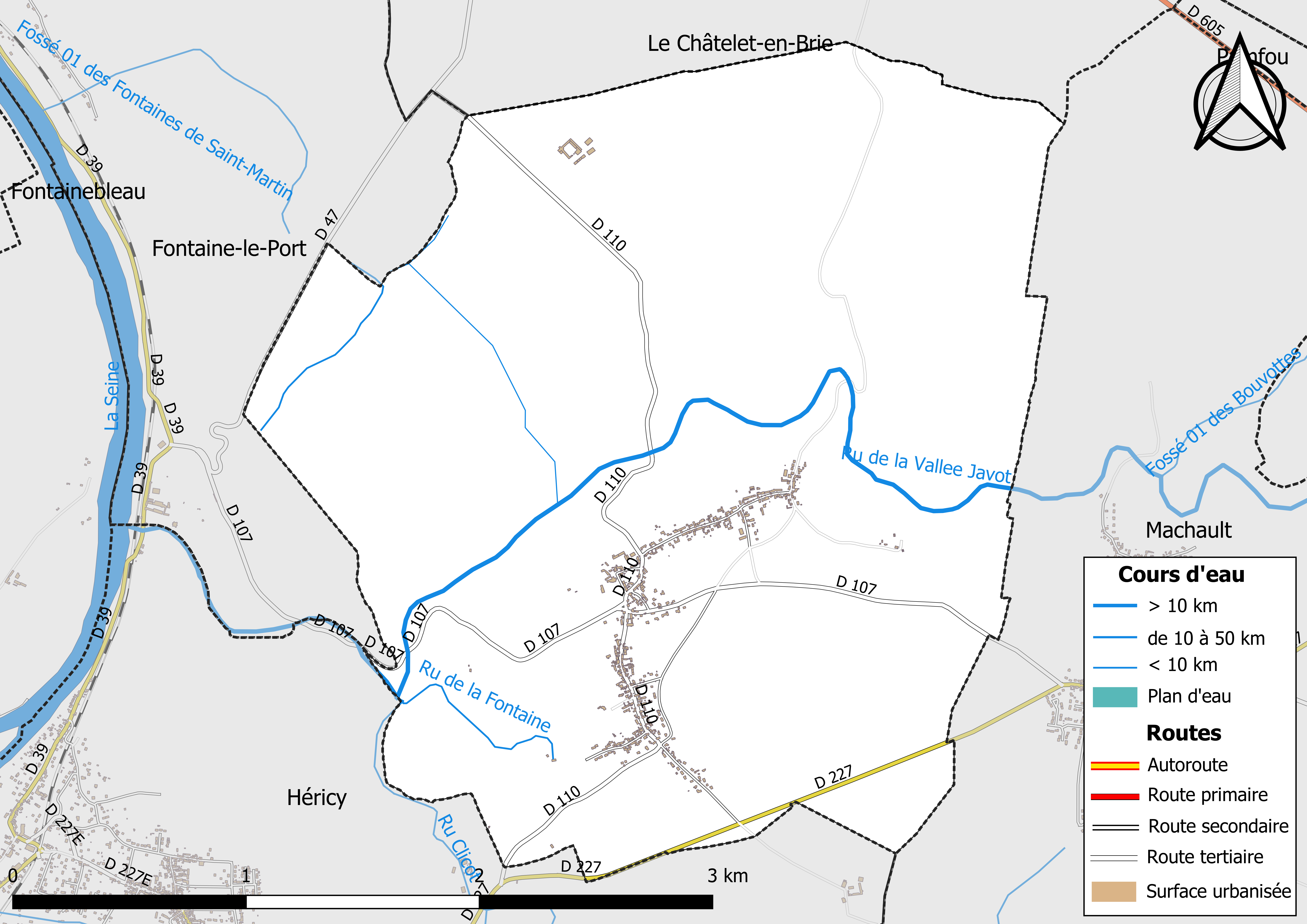
Carte des réseaux hydrographique et routier de Féricy.

Le réseau hydrographique de la commune se compose de six cours d'eau référencés :
- le ru de la Vallée Javot, long de 28,99 km[3], affluent de la Seine ;
  - le ru Clicot, 1,54 km[4], et ;
  - le ru de la Fontaine, 0,93 km[5], affluents du ru de la Vallée Javot ;
  - le canal 02 de la Forêt Domaniale de Barbeau[Note 1], 1,30 km[6], conflue avec le ru de la Vallée Javot ;
- le canal 01 de la Forêt Domaniale de Barbeau, 1,03 km[7] ;
  - le canal 01 du Bois de Saint-Maur, 0,43 km[8], qui conflue avec le canal 01 de la Forêt Domaniale de Barbeau.

La longueur totale des cours d'eau sur la commune est de 7,68 km.

### Climat
Pour des articles plus généraux, voir Climat de l'Île-de-France et Climat de Seine-et-Marne.
En 2010, le climat de la commune est de type climat océanique dégradé des plaines du Centre et du Nord, selon une étude du CNRS s'appuyant sur une série de données couvrant la période 1971-2000. En 2020, Météo-France publie une typologie des climats de la France métropolitaine dans laquelle la commune est exposée à un climat océanique altéré et est dans la région climatique Nord-est du bassin Parisien, caractérisée par un ensoleillement médiocre, une pluviométrie moyenne régulièrement répartie au cours de l’année et un hiver froid (3 °C).
Pour la période 1971-2000, la température annuelle moyenne est de 11,1 °C, avec une amplitude thermique annuelle de 15,1 °C. Le cumul annuel moyen de précipitations est de 713 mm, avec 11,5 jours de précipitations en janvier et 7,7 jours en juillet. Pour la période 1991-2020, la température moyenne annuelle observée sur la station météorologique la plus proche, située sur la commune de Fontainebleau à 9 km à vol d'oiseau, est de 11,1 °C et le cumul annuel moyen de précipitations est de 740,1 mm,. Pour l'avenir, les paramètres climatiques de la commune estimés pour 2050 selon différents scénarios d'émission de gaz à effet de serre sont consultables sur un site dédié publié par Météo-France en novembre 2022.

### Milieux naturels et biodiversité

#### Espaces protégés
La protection réglementaire est le mode d’intervention le plus fort pour préserver des espaces naturels remarquables et leur biodiversité associée,.
Un  espace protégé est présent sur la commune : la zone tampon de la réserve de biosphère « Fontainebleau et Gâtinais », créée en 1998 et d'une superficie totale de 150 544 ha (16 102 ha pour la zone tampon). Cette réserve de biosphère, d'une grande biodiversité, comprend trois grands ensembles : une grande moitié ouest à dominante agricole, l’emblématique forêt de Fontainebleau au centre, et le Val de Seine à l’est. La structure de coordination est l'Association de la Réserve de biosphère de Fontainebleau et du Gâtinais, qui comprend un conseil scientifique et un Conseil Education, unique parmi les Réserves de biosphère françaises,.

#### Zones naturelles d'intérêt écologique, faunistique et floristique
L’inventaire des zones naturelles d'intérêt écologique, faunistique et floristique (ZNIEFF) a pour objectif de réaliser une couverture des zones les plus intéressantes sur le plan écologique, essentiellement dans la perspective d’améliorer la connaissance du patrimoine naturel national et de fournir aux différents décideurs un outil d’aide à la prise en compte de l’environnement dans l’aménagement du territoire.
Le territoire communal de Féricy comprend une ZNIEFF de type 1,,, 
les « forêt de Barbeau et bois de Saint-Denis » (595,26 ha), couvrant 3 communes du département
, et une ZNIEFF de type 2,, 
les « Forêt de Barbeau et bois de Saint-Denis » (814,38 ha), couvrant 5 communes du département.

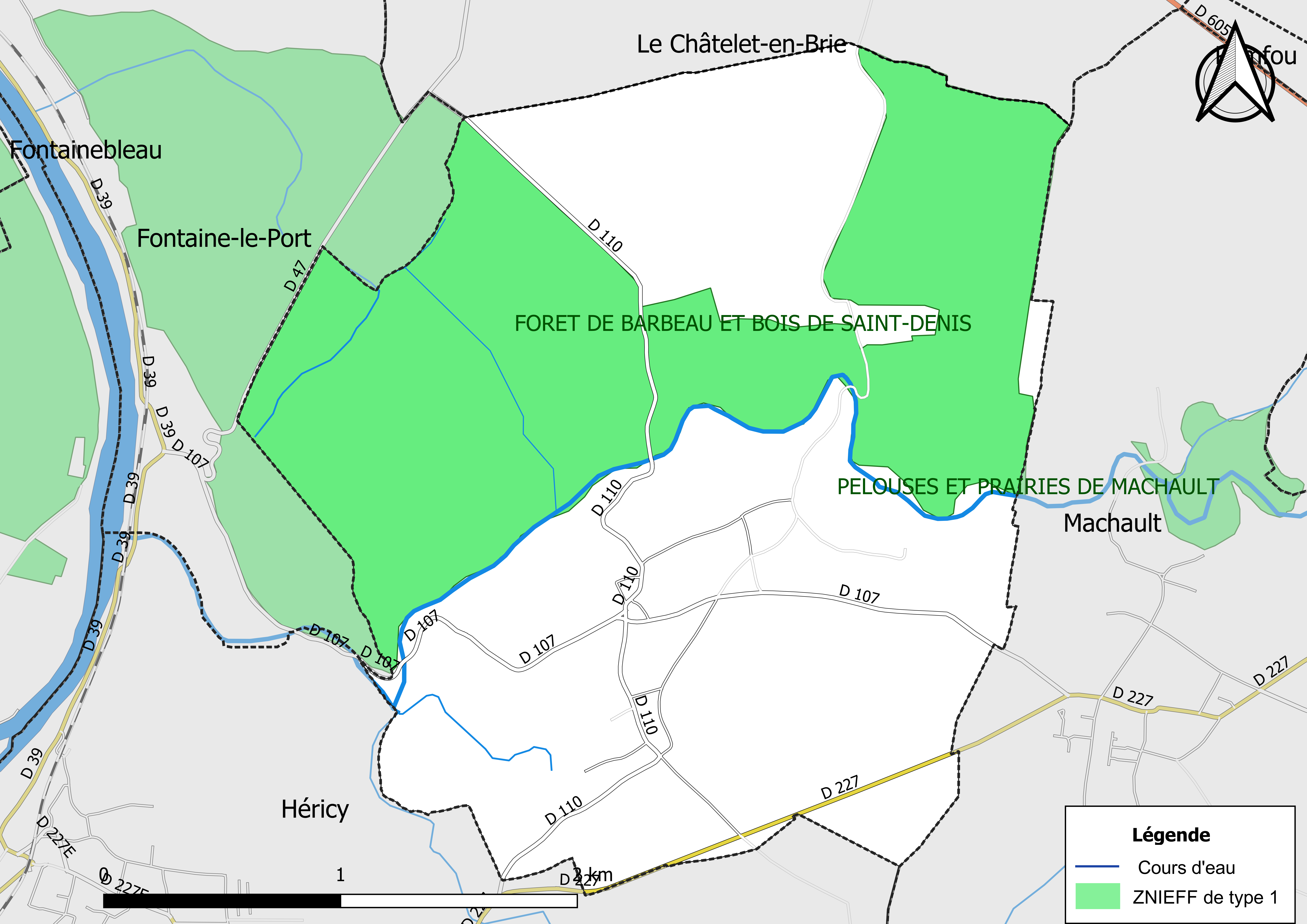
Carte des ZNIEFF de type 1 de la commune.
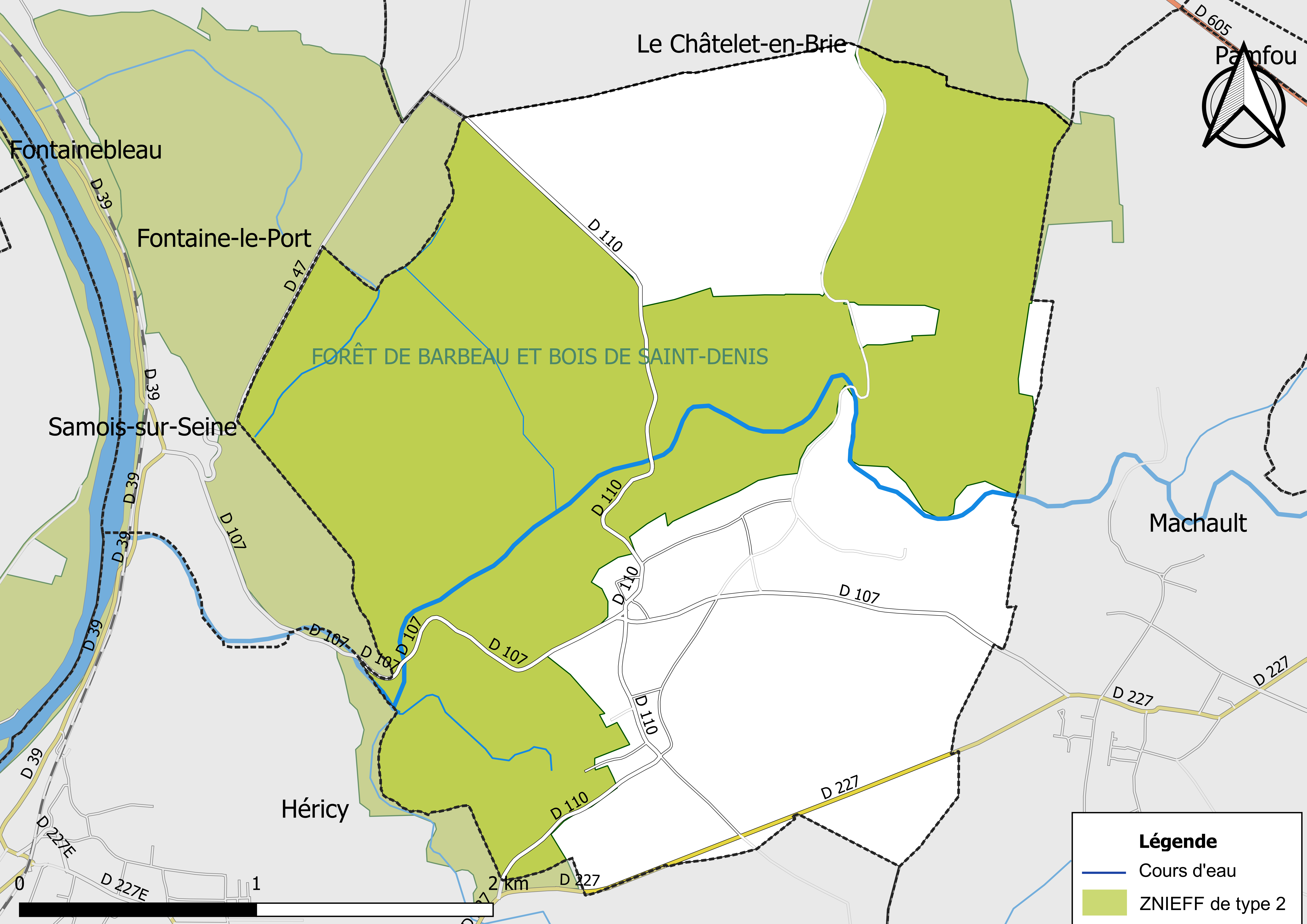
Carte des ZNIEFF de type 2 de la commune.

## Urbanisme

### Typologie
Au 1er janvier 2024, Féricy est catégorisée commune rurale à habitat dispersé, selon la nouvelle grille communale de densité à sept niveaux définie par l'Insee en 2022.
Elle est située hors unité urbaine. Par ailleurs la commune fait partie de l'aire d'attraction de Paris, dont elle est une commune de la couronne,. Cette aire regroupe 1 929 communes,.

### Lieux-dits et écarts
La commune compte 121 lieux-dits administratifs répertoriés consultables ici (source : le fichier Fantoir).
Le village est un « village rue » de plus d'un kilomètre de long ; le cœur autour de l'église, la mairie et agence postale et le domaine de la Salle relie deux rues principales : le Ferland au sud et le Montceau au nord.
Le hameau de Fontaine Ory, situé en contrebas au nord de la plaine ainsi que la ferme de la Vue située le long de la forêt de Barbeau, sur le plateau en allant vers la commune du Châtelet-en-Brie dépendent de la commune.

### Occupation des sols
L'occupation des sols de la commune, telle qu'elle ressort de la base de données européenne d’occupation biophysique des sols Corine Land Cover (CLC), est marquée par l'importance des forêts et milieux semi-naturels (49,9 % en 2018), une proportion identique à celle de 1990 (49,9 %). La répartition détaillée en 2018 est la suivante : 
forêts (49,9% ), terres arables (38,3% ), zones agricoles hétérogènes (6,5% ), zones urbanisées (3,6% ), prairies (1,7 %).
Parallèlement, L'Institut Paris Région, agence d'urbanisme de la région Île-de-France, a mis en place un inventaire numérique de l'occupation du sol de l'Île-de-France, dénommé le MOS (Mode d'occupation du sol), actualisé régulièrement depuis sa première édition en 1982. Réalisé à partir de photos aériennes, le Mos distingue les espaces naturels, agricoles et forestiers mais aussi les espaces urbains (habitat, infrastructures, équipements, activités économiques, etc.) selon une classification pouvant aller jusqu'à 81 postes, différente de celle de Corine Land Cover,,. L'Institut met également à disposition des outils permettant de visualiser par photo aérienne l'évolution de l'occupation des sols de la commune entre 1949 et 2018.

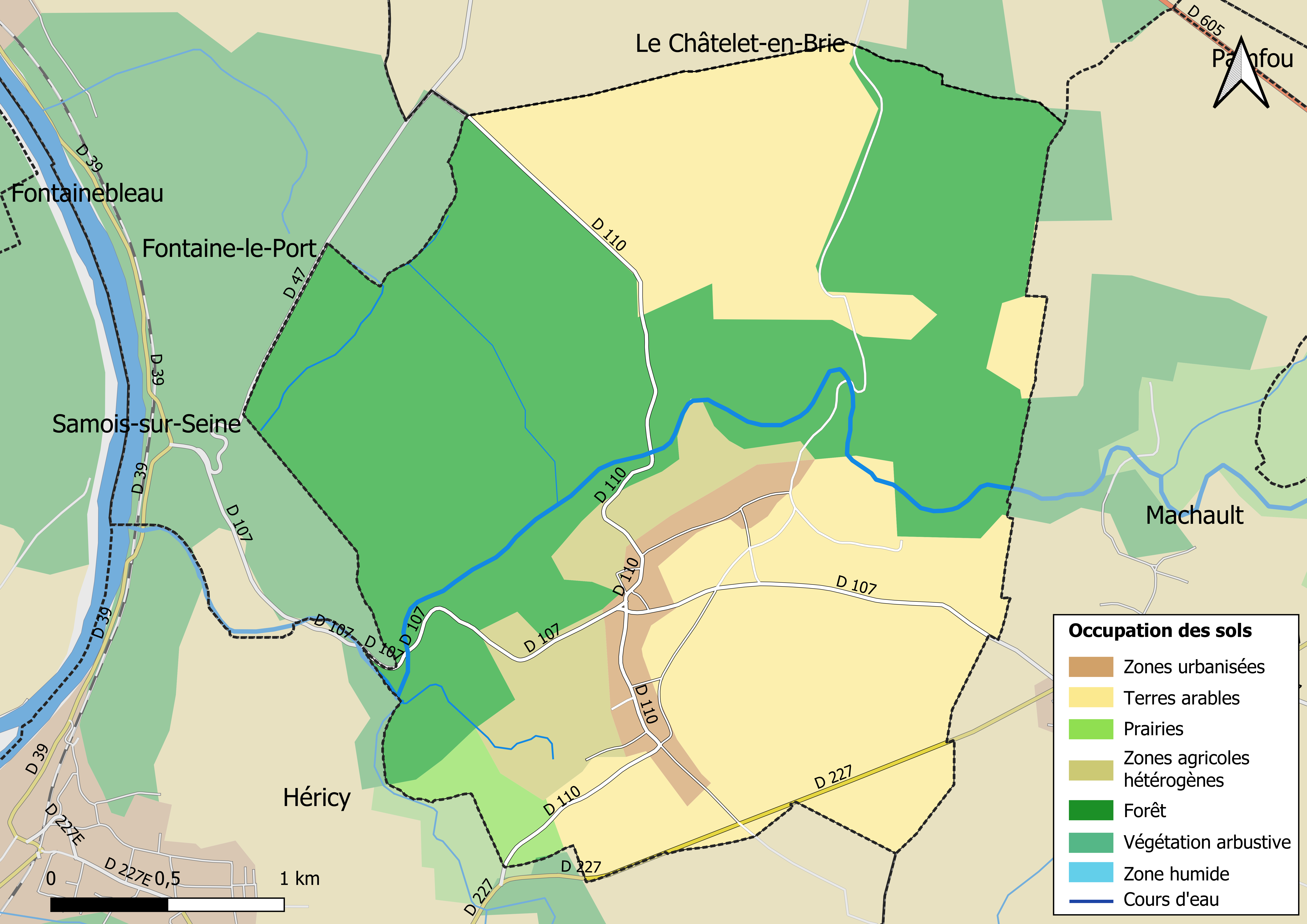
Carte des infrastructures et de l'occupation des sols en 2018 (CLC) de la commune.
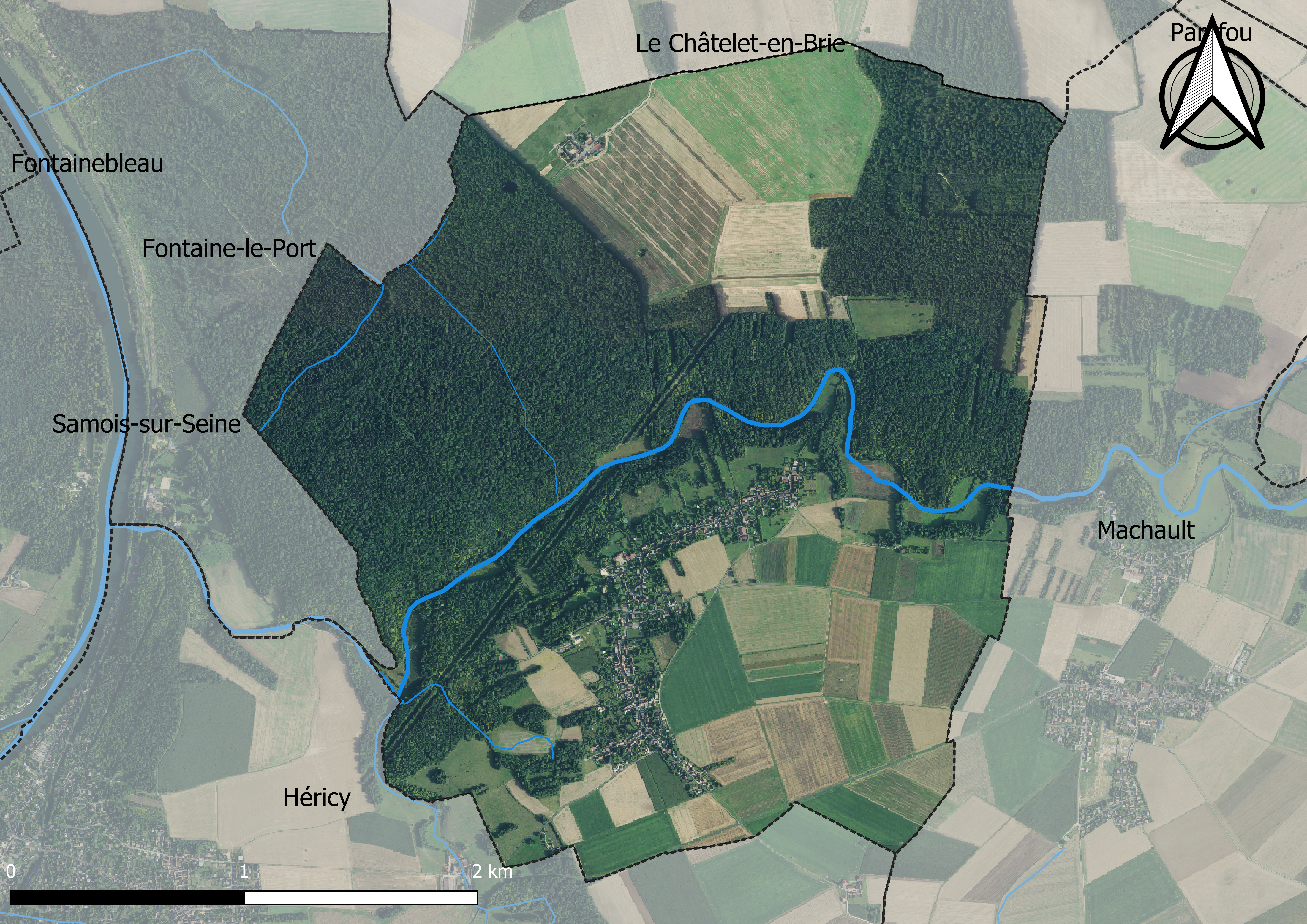
Carte orhophotogrammétrique de la commune.

### Planification
La commune disposait en 2019 d'un plan local d'urbanisme approuvé. Le zonage réglementaire et le règlement associé peuvent être consultés sur le Géoportail de l'urbanisme.

### Logement
En 2013, le nombre total de logements dans la commune était de 290, alors qu'il était de 304 en 2008.
Parmi ces logements, 79,1 % étaient des résidences principales, 14,5 % des résidences secondaires et 6,5 % des logements vacants. Ces logements étaient pour 97,9 % d'entre eux des maisons individuelles et pour 2,1 % des appartements.

### Voies de communication et transports

#### Voies de communication
La commune de Féricy est traversée par les routes D 110, D 107 et D 227.

#### Transports
La commune est desservie par les lignes du réseau de bus Fontainebleau - Moret :
- No 41 (Melun – Montereau-Fault-Yonne) ;
- No 42 (Le Chatelet-en-Brie – Champagne-sur-Seine).

## Toponymie
Le nom de la localité est mentionné sous les formes Fericiacum en 832 ; Ferruciacum et Ferriciacum en 862 ; Fericy vers 1000 ; H. de Ferciaco en 1100 ; Ferci et Firiciacum en 1220 ; Furiciacum en 1242 ; Ferici en 1315 ; Ferissy vers 1380 ; Phiricy en 1391 ; Fizicy en 1494 ; Ferecy en Brye près de Barbeau en 1566,.
Toponyme dérivé de fer.

## Histoire
Le lieu est mentionné dès le IXe siècle sous le nom de « Fericiacum ». En tant que terre faisant partie du domaine royal, elle fut donnée par Pépin-le-Bref à l'abbaye de Saint-Denis qui la céda à la Sainte-Chapelle de Paris. Par la suite au XIVe siècle, la famille d'Orgemont y possédait un fief, elle-même, détentrice entre 1386 et 1484 du château de Chantilly.
La première mention de Féricy sur une carte se trouve dans celle de Cassini réalisée au cours du XVIIIe siècle, et étant la première représentation cartographique complète du royaume de France. Il y figure Féricy représentée par un clocher, témoignant de la présence de l'église du village. Parallèlement, il est davantage intéressant de noter la mention de groupements d'habitations isolées : « Ferlan », « Le Monceau » et « Fontaine Auris ». En réalité, cela correspond aux principales rues actuelles de la commune: rue de Ferland, rue du Montceau, et La Fontaine Ory (étant un lieu-dit toujours séparé). Ainsi, le village actuel est le résultat d'une réunion progressive de groupements d'habitations initialement éparses. Au moment où ces groupements d'habitations ne sont pas encore des rues, il est toutefois indiqué un chemin, liant le hameau de « Ferlan » à l'église et ses habitations environnantes. Il est à ce jour, la première trace de toute voie de communication du village. Il y figure également le domaine de la Gennerie (écrit « la Generie »), dont une rue du village porte actuellement le nom. Il se situe le long du ru de la Vallée Javot, sur le coteau opposé au « Monceau », tout en jouxtant l'actuel bois de la Mare aux Cyprès Chauves.

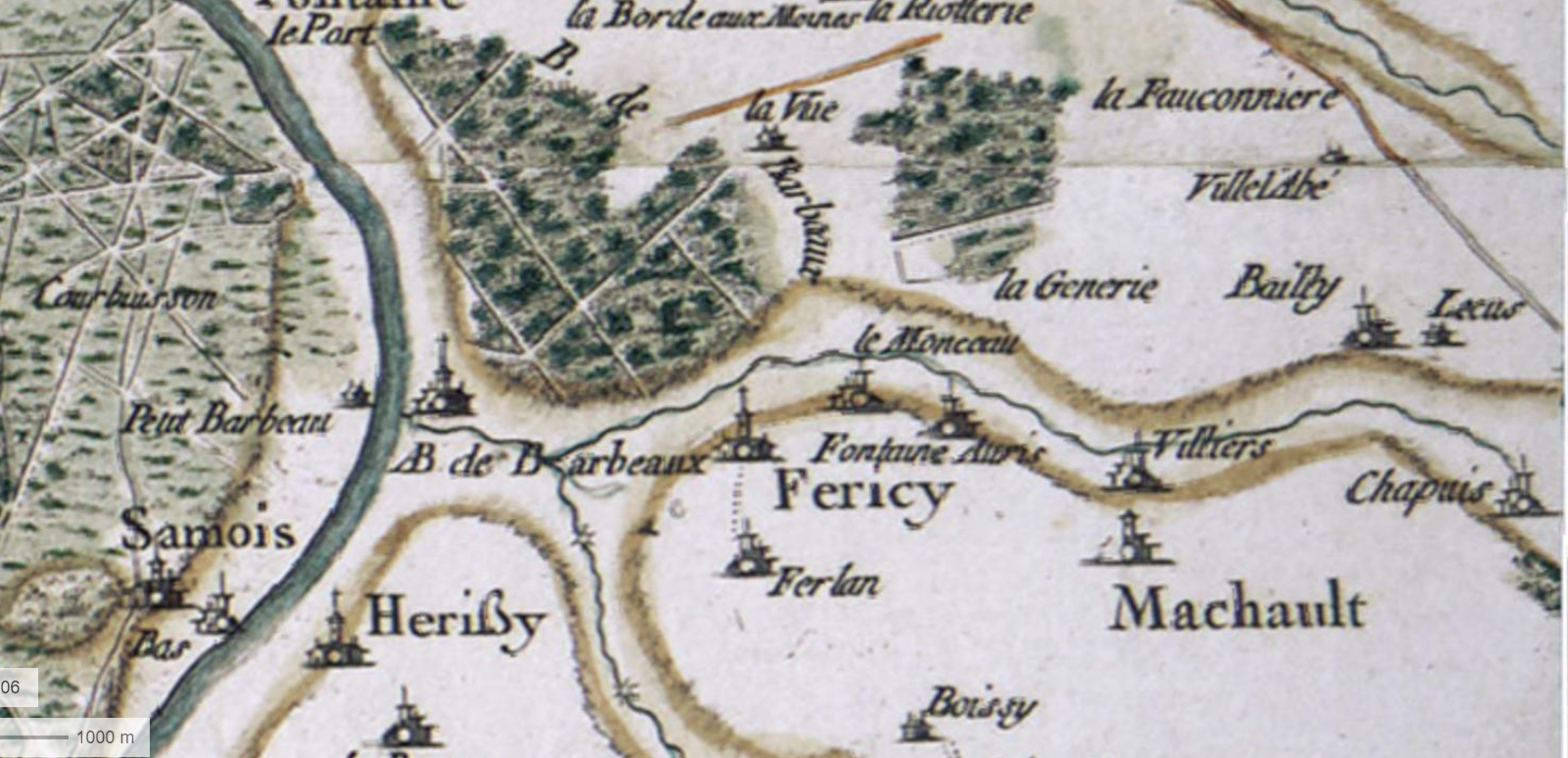
Féricy et ses alentours au XVIIIe siècle.

Durant l'Ancien Régime, plusieurs fiefs composent la future commune de Féricy. Ainsi au cours du XVIIIe siècle, aux côtés du domaine de la Salle, le fief de la Gennerie fut successivement détenu par la famille de Chaulnes et par le comte de Pierrepont de Beauverger. Ensuite, de 1808 à 1835, Richard Castel, Inspecteur général de l'Université, en devient le nouveau propriétaire. Toutefois, le château du fief de la Gennerie est rasé en 1815.

## Politique et administration
Féricy adhère à la communauté de communes de la Brie des Rivières et Châteaux.

### Liste des maires
| Période                                  | Période  | Identité         | Étiquette | Qualité |
| ---------------------------------------- | -------- | ---------------- | --------- | ------- |
| Les données manquantes sont à compléter. |          |                  |           |         |
| mars 2001                                | 2008     | Monique Mouraud  |           |         |
| mars 2008                                | 2020     | Daniel Aimar     | DVD       |         |
| 2020                                     | En cours | Jean-Luc Germain | DVD       |         |

### Rattachements administratifs et électoraux
Féricy relève du tribunal d'instance de Melun, du tribunal de grande instance de Melun, de la cour d'appel de Paris, du tribunal pour enfants de Melun, du conseil de prud'hommes de Melun, du tribunal de commerce de Melun, du tribunal administratif de Melun et de la cour administrative d'appel de Paris.
La commune se trouve dans la circonscription de gendarmerie de la brigade territoriale autonome du Châtelet-en-Brie.

### Jumelages
- [néant]

## Équipements et services

### Eau et assainissement
L’organisation de la distribution de l’eau potable, de la collecte et du traitement des eaux usées et pluviales relève des communes. La loi NOTRe de 2015 a accru le rôle des EPCI à fiscalité propre en leur transférant cette compétence. Ce transfert devait en principe être effectif au 1er janvier 2020, mais la loi Ferrand-Fesneau du 3 août 2018 a introduit la possibilité d’un report de ce transfert au 1er janvier 2026,.

#### Assainissement des eaux usées
En 2020, la gestion du service d'assainissement collectif de la commune de Féricy est assurée par la communauté de communes Brie des Rivières et Châteaux (CCBRC) pour la collecte, le transport et la dépollution. Ce service est géré en délégation par une entreprise privée, dont le contrat arrive à échéance le 31 juillet 2022,,.
L’assainissement non collectif (ANC) désigne les installations individuelles de traitement des eaux domestiques qui ne sont pas desservies par un réseau public de collecte des eaux usées et qui doivent en conséquence traiter elles-mêmes leurs eaux usées avant de les rejeter dans le milieu naturel. La communauté de communes Brie des Rivières et Châteaux (CCBRC) assure pour le compte de la commune le service public d'assainissement non collectif (SPANC), qui a pour mission de vérifier la bonne exécution des travaux de réalisation et de réhabilitation, ainsi que le bon fonctionnement et l’entretien des installations. Cette prestation est déléguée à l'entreprise Veolia, dont le contrat arrive à échéance le 31 juillet 2022,.

#### Eau potable
En 2020, l'alimentation en eau potable est assurée par la communauté de communes Brie des Rivières et Châteaux (CCBRC) qui gère le service en régie,.

## Population et société

### Démographie
L'évolution du nombre d'habitants est connue à travers les recensements de la population effectués dans la commune depuis 1793. Pour les communes de moins de 10 000 habitants, une enquête de recensement portant sur toute la population est réalisée tous les cinq ans, les populations de référence des années intermédiaires étant quant à elles estimées par interpolation ou extrapolation. Pour la commune, le premier recensement exhaustif entrant dans le cadre du nouveau dispositif a été réalisé en 2005.

En 2022, la commune comptait 613 habitants, en évolution de +5,69 % par rapport à 2016 (Seine-et-Marne : +3,92 %, France hors Mayotte : +2,11 %).
| 1793 | 1800 | 1806 | 1821 | 1831 | 1836 | 1841 | 1846 | 1851 |
| ---- | ---- | ---- | ---- | ---- | ---- | ---- | ---- | ---- |
| 550  | 633  | 648  | 653  | 764  | 677  | 650  | 646  | 645  |

| 1856 | 1861 | 1866 | 1872 | 1876 | 1881 | 1886 | 1891 | 1896 |
| ---- | ---- | ---- | ---- | ---- | ---- | ---- | ---- | ---- |
| 612  | 606  | 590  | 538  | 542  | 507  | 540  | 492  | 430  |

| 1901 | 1906 | 1911 | 1921 | 1926 | 1931 | 1936 | 1946 | 1954 |
| ---- | ---- | ---- | ---- | ---- | ---- | ---- | ---- | ---- |
| 427  | 440  | 404  | 363  | 334  | 356  | 370  | 364  | 413  |

| 1962 | 1968 | 1975 | 1982 | 1990 | 1999 | 2005 | 2006 | 2010 |
| ---- | ---- | ---- | ---- | ---- | ---- | ---- | ---- | ---- |
| 371  | 350  | 386  | 404  | 475  | 506  | 593  | 612  | 593  |

| 2015 | 2020 | 2022 | - | - | - | - | - | - |
| ---- | ---- | ---- | - | - | - | - | - | - |
| 582  | 601  | 613  | - | - | - | - | - | - |

### Cultes

#### Culte catholique
La paroisse catholique de Féricy fait partie de l'ensemble paroissial du Châtelet-en-Brie dans le pôle de Melun (Diocèse de Meaux).

### Enseignement
Féricy dispose d’une école élémentaire, située 1 rue de Ferland.
Cet établissement public, inscrit sous le code UAI (Unité administrative immatriculée) : 0770162H, comprend 76 élèves  (chiffre du Ministère de l'Éducation nationale).
Il ne dispose pas d’un restaurant scolaire.
La commune dépend de l'Académie de Créteil ; pour le calendrier des vacances scolaires, Féricy est en zone C.

## Économie

### Revenus de la population et fiscalité
En 2017, le nombre de ménages fiscaux de la commune était de 240, représentant 619 personnes et la médiane du revenu disponible par unité de consommation de 27 850 euros.

### Emploi
En 2017 , le nombre total d’emplois dans la zone était de 82, occupant 290 actifs  résidants.
Le taux d'activité de la population (actifs ayant un emploi) âgée de 15 à 64 ans s'élevait à 75,2 % contre un taux de chômage de 5,3 %.
Les 19,5 % d’inactifs se répartissent de la façon suivante : 8,8 % d’étudiants et stagiaires non rémunérés, 7,3 % de retraités ou préretraités et 3,4 % pour les autres inactifs.

### Entreprises et commerces
En 2015, le nombre d'établissements actifs était de 57 dont quatre dans l'agriculture-sylviculture-pêche, trois dans l’industrie, quatre dans la construction, 36 dans le commerce-transports-services divers et dix étaient relatifs au secteur administratif.
Ces établissements ont pourvu trente-six postes salariés.

### Secteurs d'activité

#### Agriculture
Féricy est dans la petite région agricole dénommée la « Brie humide » (ou Brie de Melun), une partie de la Brie à l'est de Melun. En 2010, l'orientation technico-économique de l'agriculture sur la commune est la culture de céréales et d'oléoprotéagineux (COP).
Si la productivité agricole de la Seine-et-Marne se situe dans le peloton de tête des départements français, le département enregistre un double phénomène de disparition des terres cultivables (près de 2 000 ha par an dans les années 1980, moins dans les années 2000) et de réduction d'environ 30 % du nombre d'agriculteurs dans les années 2010. Cette tendance se retrouve au niveau de la commune où le nombre d’exploitations est passé de 8 en 1988 à 6 en 2010. Parallèlement, la taille de ces exploitations augmente, passant de 61 ha en 1988 à 128 ha en 2010.
Le tableau ci-dessous présente les principales caractéristiques des exploitations agricoles de Féricy, observées sur une période de 22 ans : 
|                                      | 1988 | 2000 | 2010 |
| ------------------------------------ | ---- | ---- | ---- |
| Dimension économique,                |      |      |      |
| Nombre d’exploitations (u)           | 8    | 6    | 6    |
| Travail (UTA)                        | 11   | 9    | 8    |
| Surface agricole utilisée (ha)       | 487  | 535  | 766  |
| Cultures                             |      |      |      |
| Terres labourables (ha)              | 454  | 518  | 713  |
| Céréales (ha)                        | 312  | s    | 420  |
| dont blé tendre (ha)                 | 174  | 209  | 244  |
| dont maïs-grain et maïs-semence (ha) | 137  | s    | 70   |
| Tournesol (ha)                       | s    |      | s    |
| Colza et navette (ha)                | s    | s    | s    |
| Élevage                              |      |      |      |
| Cheptel (UGBTA)                      | 72   | 27   | 183  |

## Culture locale et patrimoine

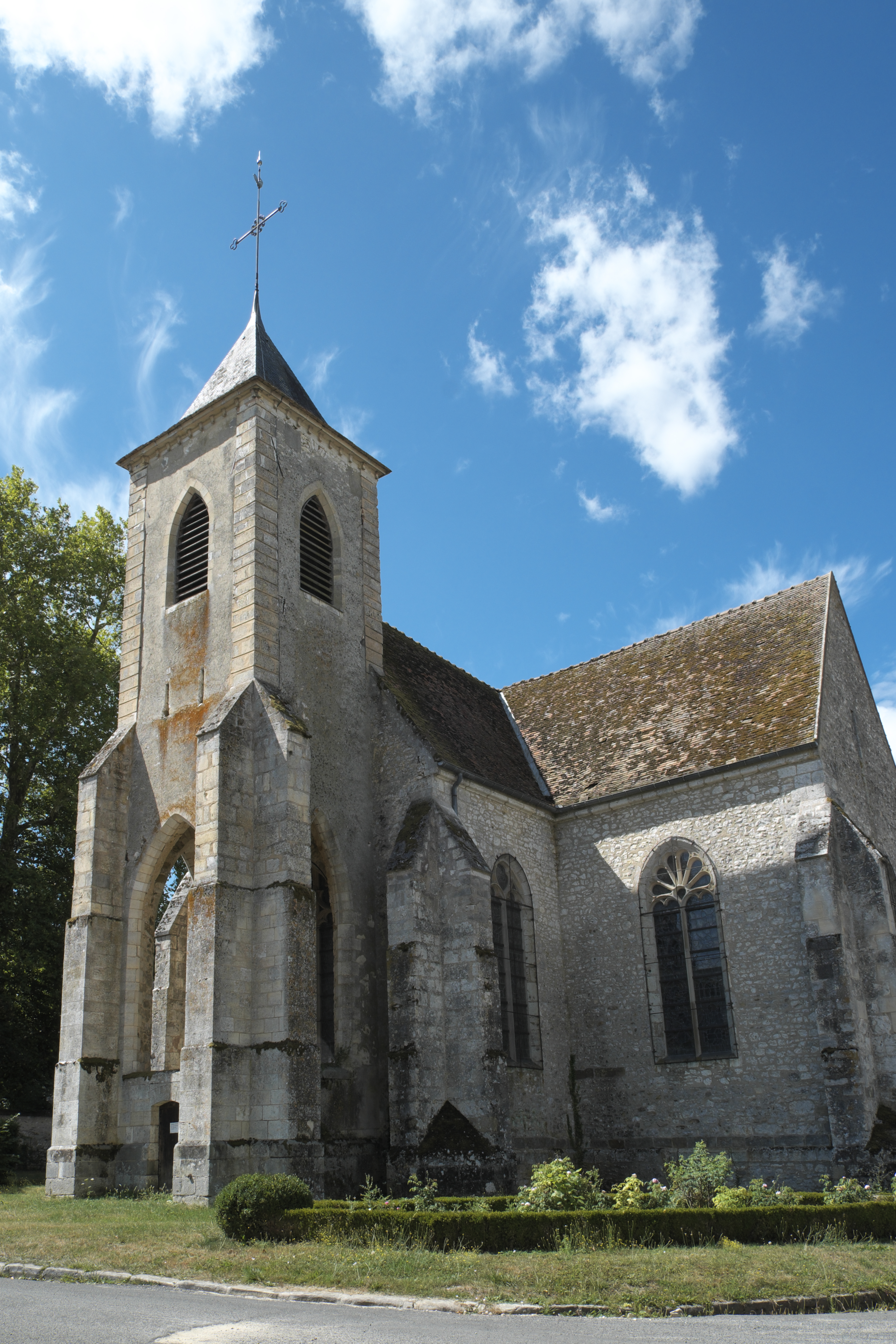
Église Sainte-Osmanne

### Lieux et monuments

#### Église Sainte-Osmanne
Elle abrite une relique de sainte Osmanne, sainte Irlandaise, patronne du village. On dit qu'un sanglier se réfugia près d'elle lors d'une chasse ; ceci peut expliquer la présence d'une hure de sanglier dans le blason municipal.  Elle devint un lieu de pèlerinage important, en raison des vertus de retour en fécondité de l'eau de la source Sainte-Osmanne et de la proximité de la Cour de Fontainebleau. Ainsi, les reines Marie-Thérèse d'Autriche et Anne d'Autriche y vinrent-elles prier au XVIIe siècle. À la date de 1173 et sans doute beaucoup plus tôt, Féricy avait déjà titre d'église paroissiale, et l'archevêque de Sens, de qui elle dépendait à ce litre, reconnaissait à l'abbé de Saint-Denis le droit de présentation à la cure.
L'édifice comporte une nef de trois travées (XIIIe siècle), un transept, un chœur à chevet plat, un portail du XVIIIe siècle. Parmi les objets mobiliers, il convient de signaler le tabernacle (donné par Anne d'Autriche), le retable du maître-autel, orné de bas-reliefs rococo, une piscine du XVe siècle, une Vierge à l'Enfant de pierre peinte du XVe siècle, les reliques de sainte Osmanne, un calvaire d'art populaire du XVe siècle ainsi qu'un bénitier curieux et très ancien.
L'église a été classée au titre des monuments historiques le 8 avril 1930. Elle conserve un ensemble exceptionnel de verrières datant de 1534 et qui ont été également classées. Elles relatent notamment la légende de sainte Osmane, le pèlerinage de Saint-Jacques-de-Compostelle, l'adoration des bergers, l'adoration des mages.

#### Domaine de la Salle

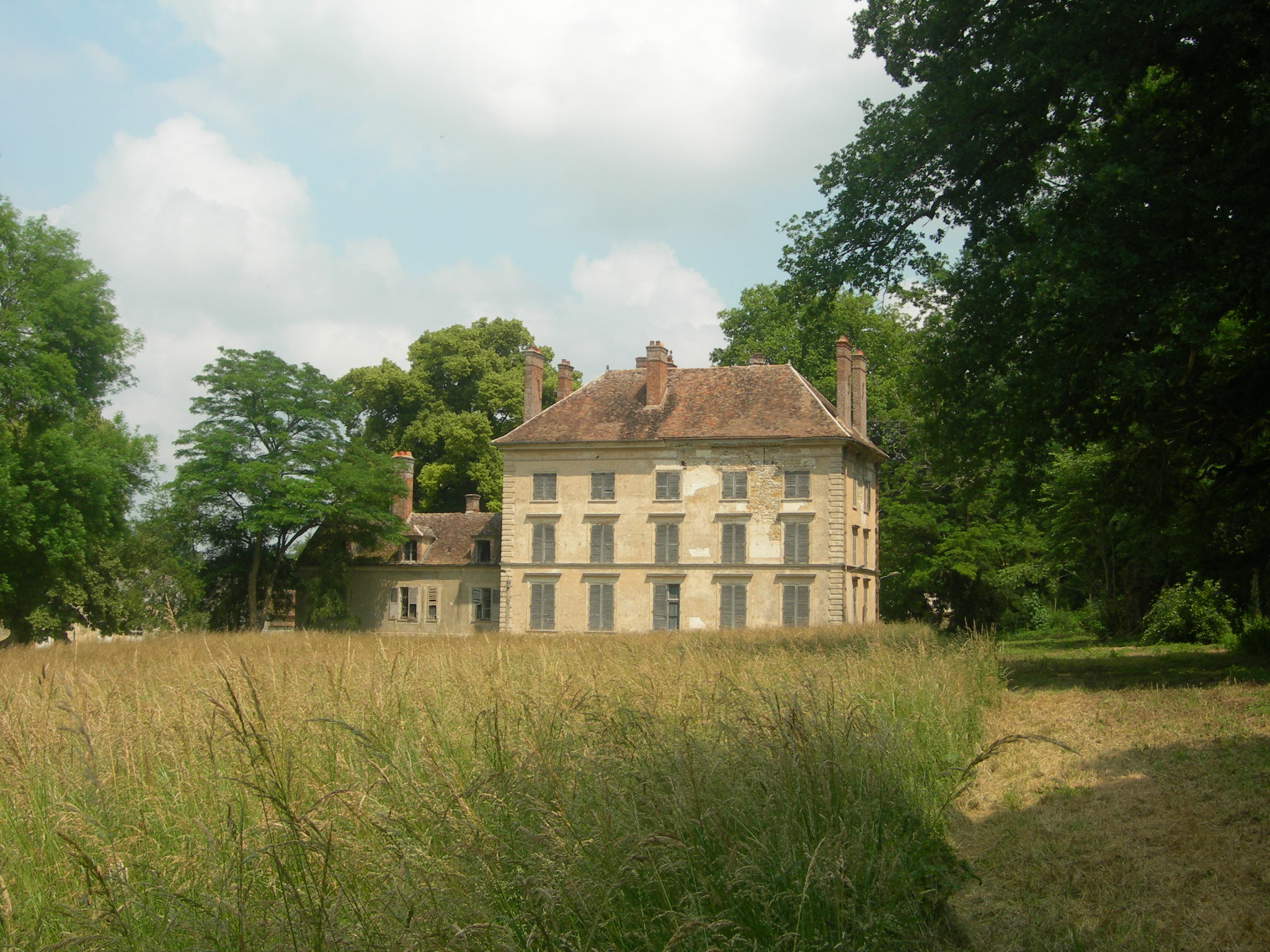
Le domaine de la Salle.

Château, communs et parc.

#### Mare aux Cyprès Chauves
Plantés par Napoléon à l'occasion de la naissance du Roi de Rome.

### Événements
- Fête patronale : 3e dimanche du mois de septembre concert en l'église Sainte-Osmanne
- Fête du village : 3e dimanche du mois de mai – brocantes, vide-greniers et Festijeux
- Fête de la pomme : durant l'automne – marché de producteurs de terroirs et pressoir
- Fête du cheval de trait et de l'âne : deuxième dimanche de septembre une année sur deux. Présentation de races de chevaux de trait français, démonstrations des chevaux au travail, exercices de maniabilité.

### Personnalités liées à la commune
- Charles Gervais (1826-1893), industriel fromager.